# Valle Olona
La Valle Olona è una valle che inizia a sud di Bregazzana (una frazione di Varese) e che termina a Castellanza.
Solcata dal fiume Olona, da cui il nome della valle, si è formata durante la glaciazione Riss grazie all'azione erosiva del ghiacciaio che scendeva dal Lago di Lugano. L'Olona, nel corso dei secoli successivi, ne ha dapprima riempito parte delle zone alluvionali con ghiaia e sabbia ed in seguito, nel corso delle ripetute piene alluvionali, vi ha depositato buona parte dei sedimenti terrosi su cui oggi crescono varie forme di vita vegetale.
La Valle Olona è in genere caratterizzata da un fondovalle senza centri abitati se non per l'eccezione di Castegnate (che è una delle due frazioni di Castellanza e che è situata allo sbocco della vallata) e delle due frazioni di Gornate Olona (Torba e San Pancrazio). Più a nord, invece, uno degli ultimi centri ancora abitati è quello dei Mulini di Gurone, luogo oggi ospitante anche la diga destinata a proteggere i centri abitati sottostanti dalle esondazioni dell'Olona.
Sul fondovalle, e disseminati tra le numerose zone umide e tra i boschi di latifoglie che ne caratterizzano le pendici circostanti, è spesso riscontrabile la presenza di complessi industriali dismessi od abbandonati, nonché di alcuni mulini ad acqua lungo l'Olona, un tempo parte integrante delle economie locali.
Nella valle è anche presente il tracciato della ferrovia della Valmorea, un tempo abbandonato ed oggi trasformato in pista ciclopedonale nel tratto tra Castellanza a Castiglione Olona e che in parte fu ristrutturato per poter permettere il passaggio di un treno turistico sulla tratta Malnate-Mendrisio fino al 2013. È in progetto la Ciclovia Olona Lura, un itinerario ad anello di 165 km in grado di connetterla al torrente Lura lungo l'itinerario europeo EuroVelo 5.

## Geografia fisica

### Territorio

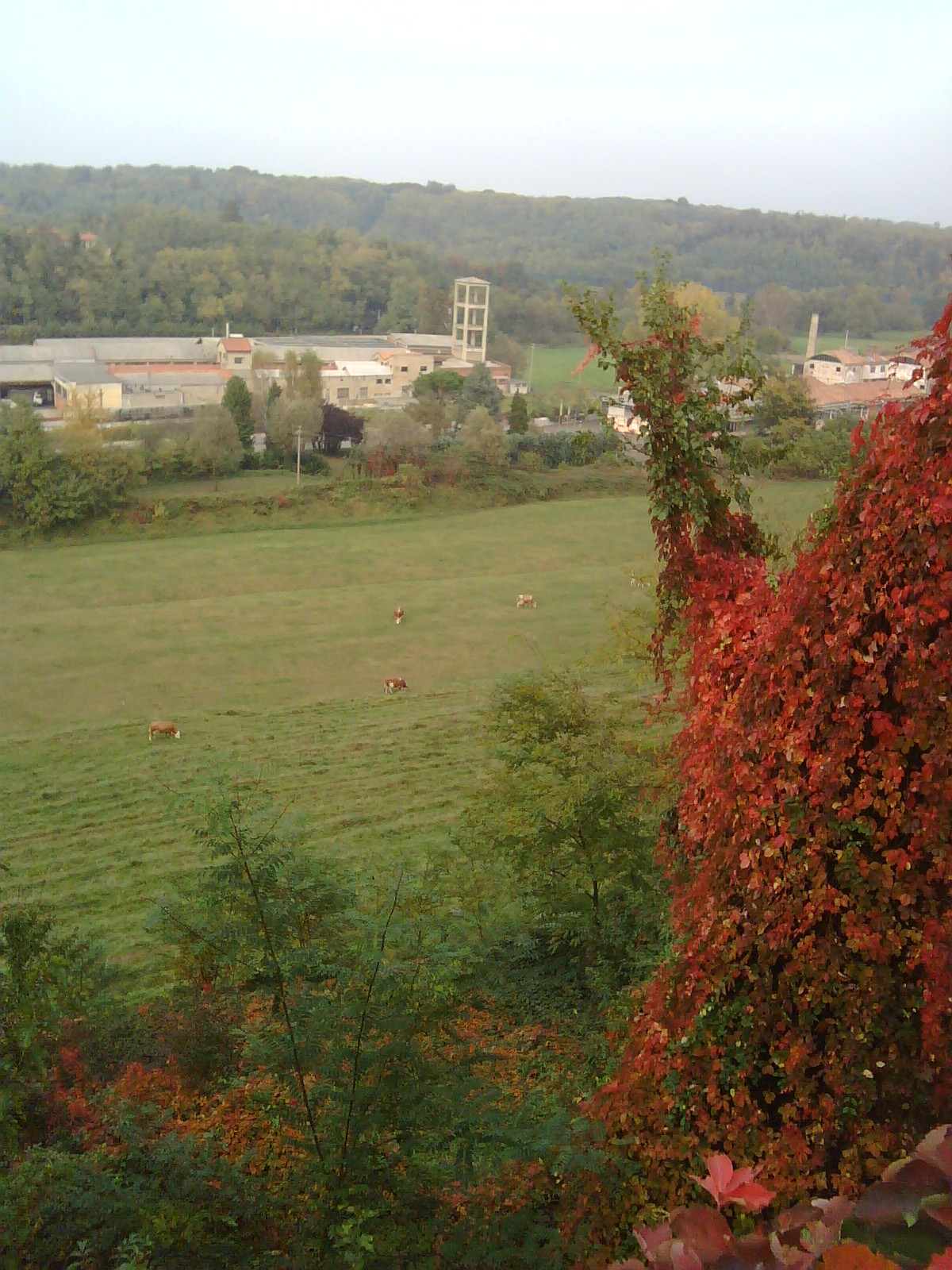
Scorcio della Valle Olona dal castello di Fagnano Olona. In questa immagine l'Olona scorre all'interno del filare alberato, di fronte agli stabilimenti industriali

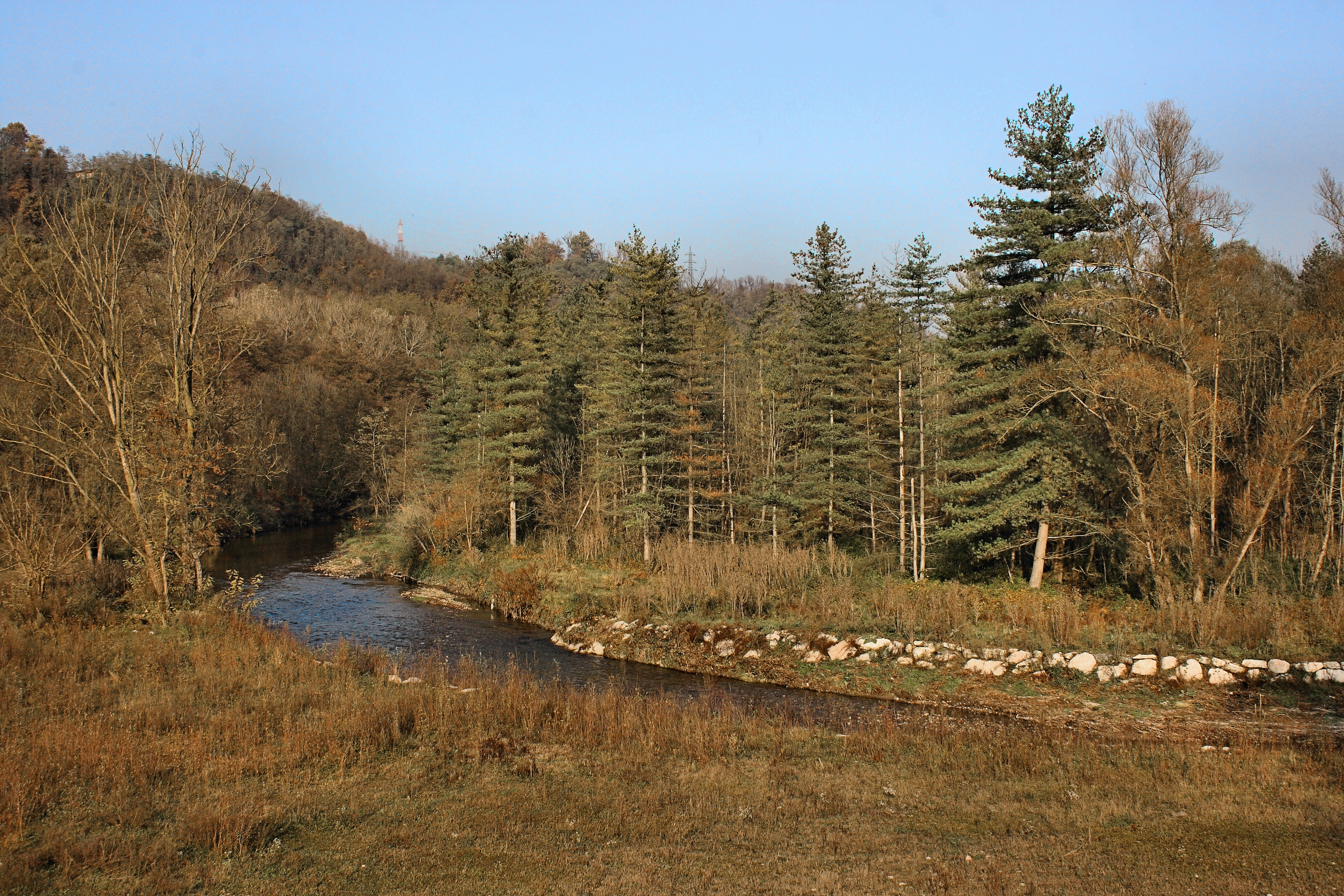
Il fiume Olona nei pressi di Gurone, frazione del comune di Malnate, in provincia di Varese

Situata a sud della Valmorea (che è solcata dal torrente Lanza) e della valle incisa dal torrente Bevera, la Valle Olona raccoglie le acque dell'Olona e dei suoi affluenti lungo la parte sud orientale della provincia di Varese.
La Valle Olona inizia a sud di Bregazzana, frazione di Varese, in corrispondenza della confluenza del ramo dell'Olona che proviene dalla Val di Rasa e di quello che ha origine in Valganna, confluenza che forma un unico corso d'acqua che prosegue poi fino a Milano, dove termina il suo percorso sfociando nel Lambro Meridionale.
I citati torrenti Lanza e Bevera confluiscono nell'Olona a sud dell'unione del ramo proveniente dalla Val di Rasa con il ramo proveniente dalla Valganna, dato che Lanza e Bevera hanno, perlomeno nel primo tratto, un'idrografia indipendente, visto che le loro sorgenti si trovano relativamente distanti e – come già accennato – più a nord rispetto a quelle dell'Olona.
Oltre che dalla fonte principale, che si trova in località Fornaci della Riana, alla Rasa di Varese, frazione dell'omonimo capoluogo di provincia, l'Olona sgorga infatti anche da altre cinque piccole sorgenti, due in Val di Rasa e tre in Valganna; queste sorgenti danno poi luogo a due citati rami che si uniscono a valle di Bregazzana. 

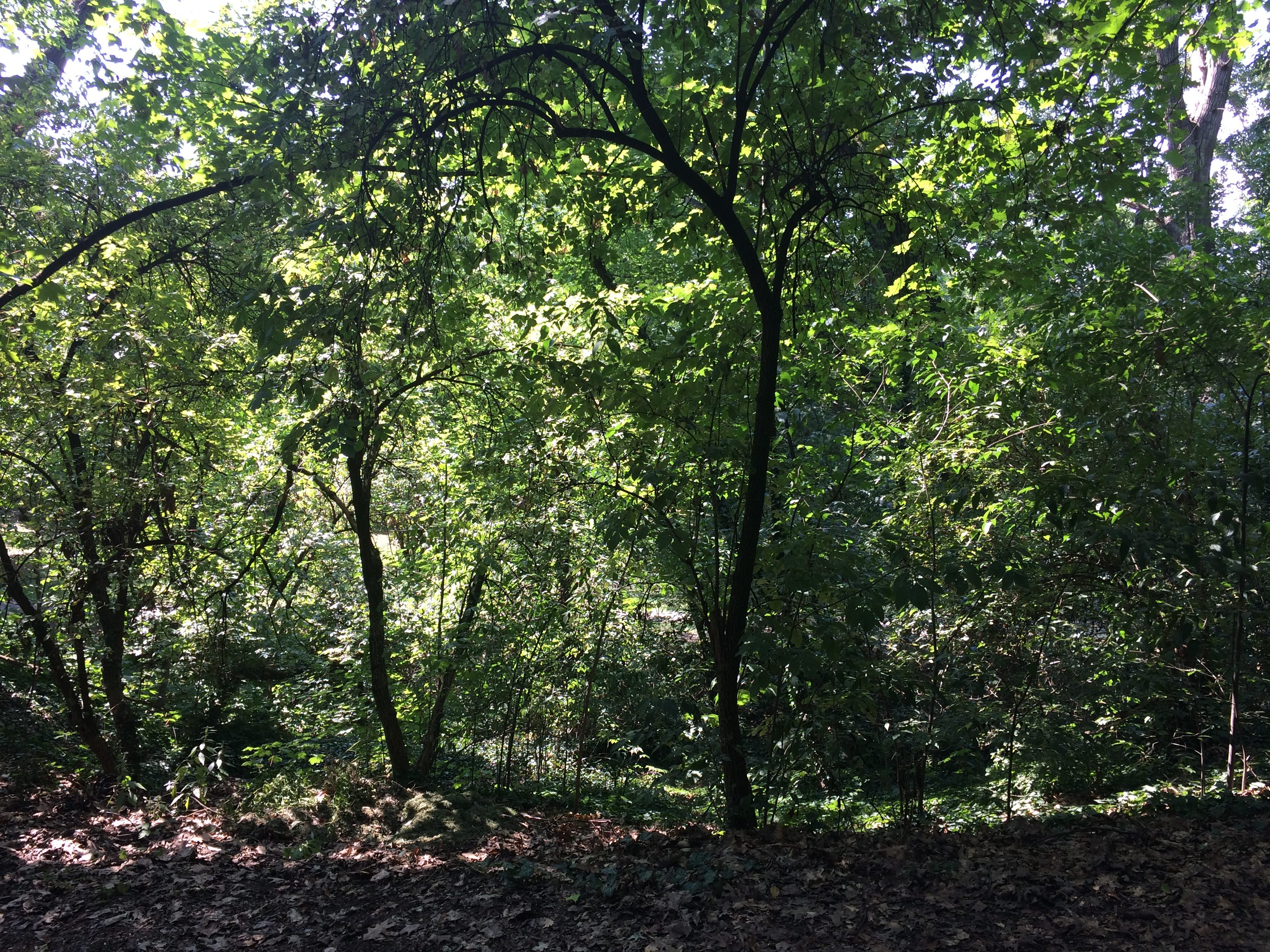
Scorcio dei "ronchi" di Legnano, che si trovano nell'omonimo parco. A Legnano i pianalti morenici formati dall'Olona sono chiamati con l'appellativo di "ronchi"

Dopo aver tagliato in direzione sud-est la provincia di Varese, la Valle Olona termina a Castellanza, dove si stemperano, da un punto di vista altimetrico, i pendii ai suoi lati: da Castellanza in poi l'Olona inizia a scorrere, da un punto di vista geomorfologico, in pianura, mentre in precedenza il terreno è considerato collinare e poi prealpino. Il punto più basso della Valle Olona si trova a Castellanza (216 m s.l.m.), mentre quello più alto è rappresentato dal Pian Valdes, che ha un'altitudine massima di 718 m s.l.m.
Il perimetro del territorio della Valle Olona comprende parte delle aree comunali delle municipalità di Varese, Induno Olona, Malnate, Vedano Olona, Lozza, Castiglione Olona, Lonate Ceppino, Gornate Olona, Castelseprio, Cairate, Solbiate Olona, Fagnano Olona, Gorla Maggiore, Gorla Minore, Olgiate Olona, Marnate e Castellanza, più diverse zone di alcuni loro comuni confinanti che occupano parte dei pianalti morenici facenti parte del bacino idrografico dell'Olona: questo è il caso, ad esempio, dei comuni di Busto Arsizio e Tradate.

### Idrografia
L'Olona, nel tratto che scorre nell'omonima valle, riceve numerosi affluenti che nascono dalle colline circostanti come la Bevera, il Lanza (detto anche Ranza, Anza, Clivio o Gaggiolo), il Fogascè (detto anche Gerre), la Quadronna, la Selvagna, il Mornaga, il Riale delle Selve, il Marubbio, il Valdessera, il Riale San Pancrazio, il Riale di Torba, il Riale di Castelseprio, il Rile e il Tenore.
In Valle Olona si trovano alcune zone umide:
- Lo Stagno Buzonel, che è situato nel fondovalle tra Castelseprio e Lonate Ceppino e che è alimentato dal torrente Bozzone, dopo il quale confluisce nell'Olona.
- Lo Stagno di Cairate, posto al confine tra Cairate e Lonate Ceppino, che è alimentato da alcune risorgive.
- Il Refreddo o Fontanile Crotto, è invece un corso d'acqua che sgorga in località Crotto Valle Olona (situata nel fondovalle di Castelseprio) e che confluisce nell'Olona poco più a valle.

### Geologia

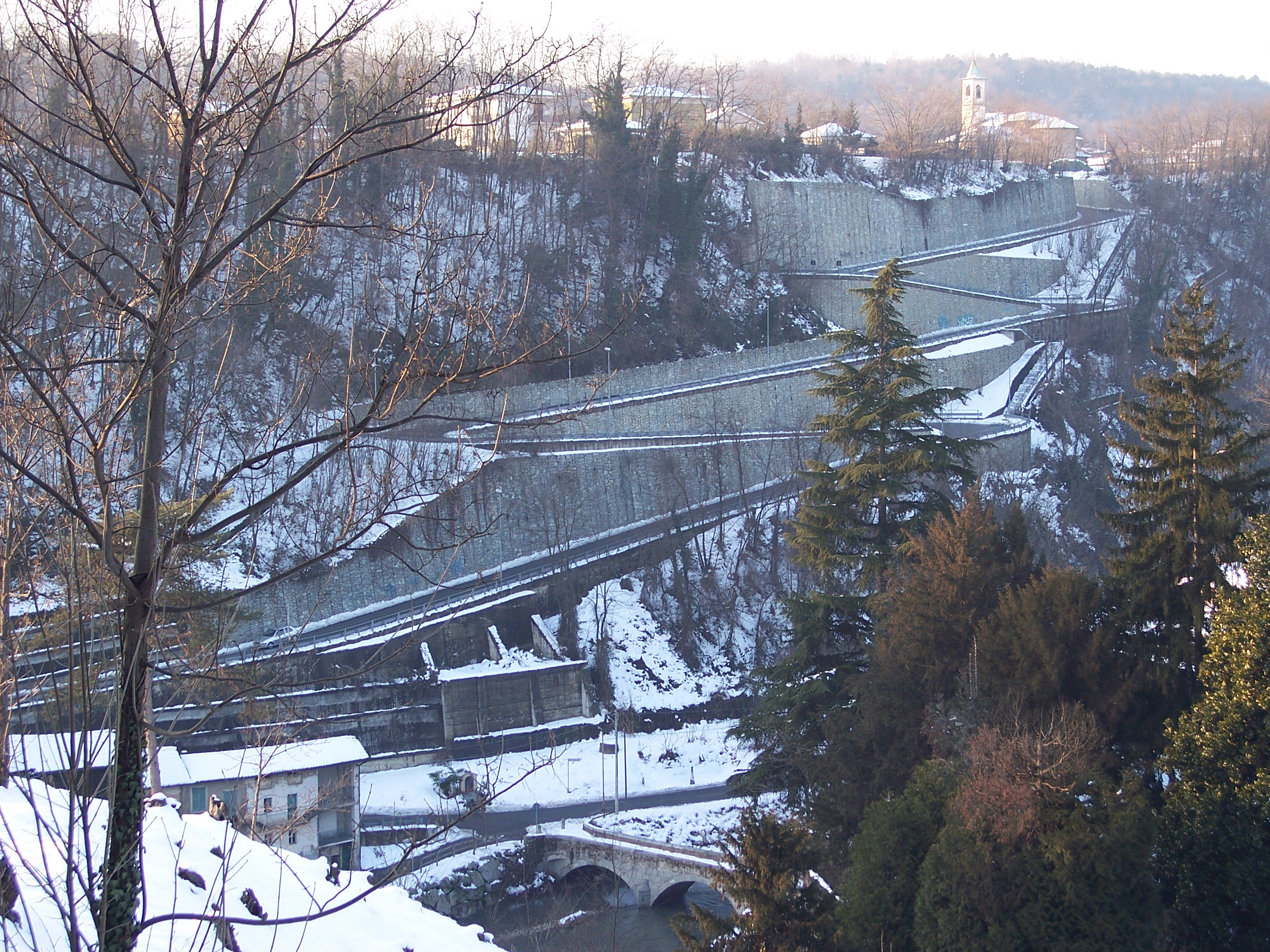
Il "Piccolo Stelvio", che si trova tra Castiglione Olona e Morazzone e che è chiamato in questo modo perché è presente un dislivello di circa 153 metri. È uno dei passaggi fissi della Coppa Bernocchi, corsa in linea maschile di ciclismo su strada con partenza e arrivo a Legnano

Essendo una valle formatasi durante la glaciazione Riss grazie dall'azione erosiva del ghiacciaio che scendeva dal Lago di Lugano, il profilo trasversale della Valle Olona mostra la caratteristica forma ad "U" presente in tutte le valli che hanno avuto la medesima origine e dove, dopo il ritiro dei ghiacci, hanno iniziato a scorrere uno o più corsi d'acqua.
Questi fiumi o torrenti, nel corso dei secoli successivi, ne hanno dapprima riempito parte delle zone alluvionali con ghiaia e sabbia ed in seguito, nel corso delle ripetute piene alluvionali, vi hanno depositato buona parte dei sedimenti terrosi su cui oggi crescono varie forme di vita vegetale.

### Clima
Il clima della Valle Olona è di tipo continentale fatto di estati calde e moderatamente piovose con un'umidità relativamente elevata. Gli inverni sono freddi e con varie settimane di gelo. Durante l'inverno possono essere anche presenti dei giorni con nevicate.
La ventilazione è in genere piuttosto scarsa, ma molto dipende anche dalle zone più o meno esposte a questo fenomeno: nella zona di valle posta direttamente a sud delle Prealpi Varesine si può infatti incorrere in una giornata resa serena grazie a una leggera ventilazione, mentre nell'Alto Milanese (specialmente nel periodo invernale) perdura la nebbia a causa della totale assenza di vento.
I dati climatologi misurati alla stazione meteorologica di Milano Malpensa (che prende il nome dall'Aeroporto di Milano-Malpensa, il quale deriva la denominazione da Cascina Malpensa) per il periodo 1961-1990 sono:
| MILANO MALPENSA (1961-1990)      | Mesi         | Mesi         | Mesi         | Mesi        | Mesi        | Mesi        | Mesi        | Mesi        | Mesi        | Mesi        | Mesi         | Mesi         | Stagioni | Stagioni | Stagioni | Stagioni | Anno    |
| MILANO MALPENSA (1961-1990)      | Gen          | Feb          | Mar          | Apr         | Mag         | Giu         | Lug         | Ago         | Set         | Ott         | Nov          | Dic          | Inv      | Pri      | Est      | Aut      | Anno    |
| -------------------------------- | ------------ | ------------ | ------------ | ----------- | ----------- | ----------- | ----------- | ----------- | ----------- | ----------- | ------------ | ------------ | -------- | -------- | -------- | -------- | ------- |
| T. max. media (°C)               | 6,1          | 8,6          | 13,1         | 17,0        | 21,3        | 25,5        | 28,6        | 27,6        | 24,0        | 18,2        | 11,2         | 6,9          | 7,2      | 17,1     | 27,2     | 17,8     | 17,3    |
| T. min. media (°C)               | −4,4         | −2,5         | 0,4          | 4,3         | 9,0         | 12,6        | 15,3        | 14,8        | 11,5        | 6,4         | 0,7          | −3,6         | −3,5     | 4,6      | 14,2     | 6,2      | 5,4     |
| T. max. assoluta (°C)            | 21,0 (1982)  | 24,4 (1990)  | 25,4 (1990)  | 28,0 (1975) | 30,7 (1979) | 34,3 (1965) | 37,0 (1983) | 35,8 (1974) | 33,9 (1988) | 28,1 (1986) | 22,8 (1964)  | 21,1 (1967)  | 24,4     | 30,7     | 37,0     | 33,9     | 37,0    |
| T. min. assoluta (°C)            | −18,0 (1985) | −15,6 (1987) | −12,2 (1971) | −6,1 (1970) | −5,2 (1979) | 0,6 (1974)  | 4,7 (1974)  | 4,7 (1979)  | 0,5 (1976)  | −5,3 (1974) | −13,6 (1988) | −15,2 (1973) | −18,0    | −12,2    | 0,6      | −13,6    | −18,0   |
| Nuvolosità (okta al giorno)      | 4,8          | 4,6          | 4,4          | 4,7         | 4,9         | 4,4         | 3,6         | 3,9         | 3,8         | 4,1         | 4,9          | 4,6          | 4,7      | 4,7      | 4,0      | 4,3      | 4,4     |
| Precipitazioni (mm)              | 67,5         | 77,1         | 99,7         | 106,3       | 132,0       | 93,3        | 66,8        | 97,5        | 73,2        | 107,4       | 106,3        | 54,6         | 199,2    | 338,0    | 257,6    | 286,9    | 1 081,7 |
| Giorni di pioggia                | 6            | 6            | 8            | 9           | 10          | 9           | 6           | 8           | 6           | 7           | 8            | 6            | 18       | 27       | 23       | 21       | 89      |
| Umidità relativa media (%)       | 78           | 76           | 69           | 73          | 74          | 74          | 74          | 73          | 74          | 77          | 80           | 80           | 78       | 72       | 73,7     | 77       | 75,2    |
| Pressione a 0 metri s.l.m. (hPa) | 1 019        | 1 017        | 1 016        | 1 014       | 1 015       | 1 016       | 1 016       | 1 015       | 1 018       | 1 020       | 1 016        | 1 017        | 1 017,7  | 1 015    | 1 015,7  | 1 018    | 1 016,6 |
| Vento (direzione-m/s)            | N 3,3        | N 3,3        | N 3,4        | N 3,5       | N 3,3       | N 3,2       | N 3,1       | N 3,0       | N 3,1       | N 3,1       | N 3,4        | N 3,3        | 3,3      | 3,4      | 3,1      | 3,2      | 3,3     |

## Storia

### Il Medioevo

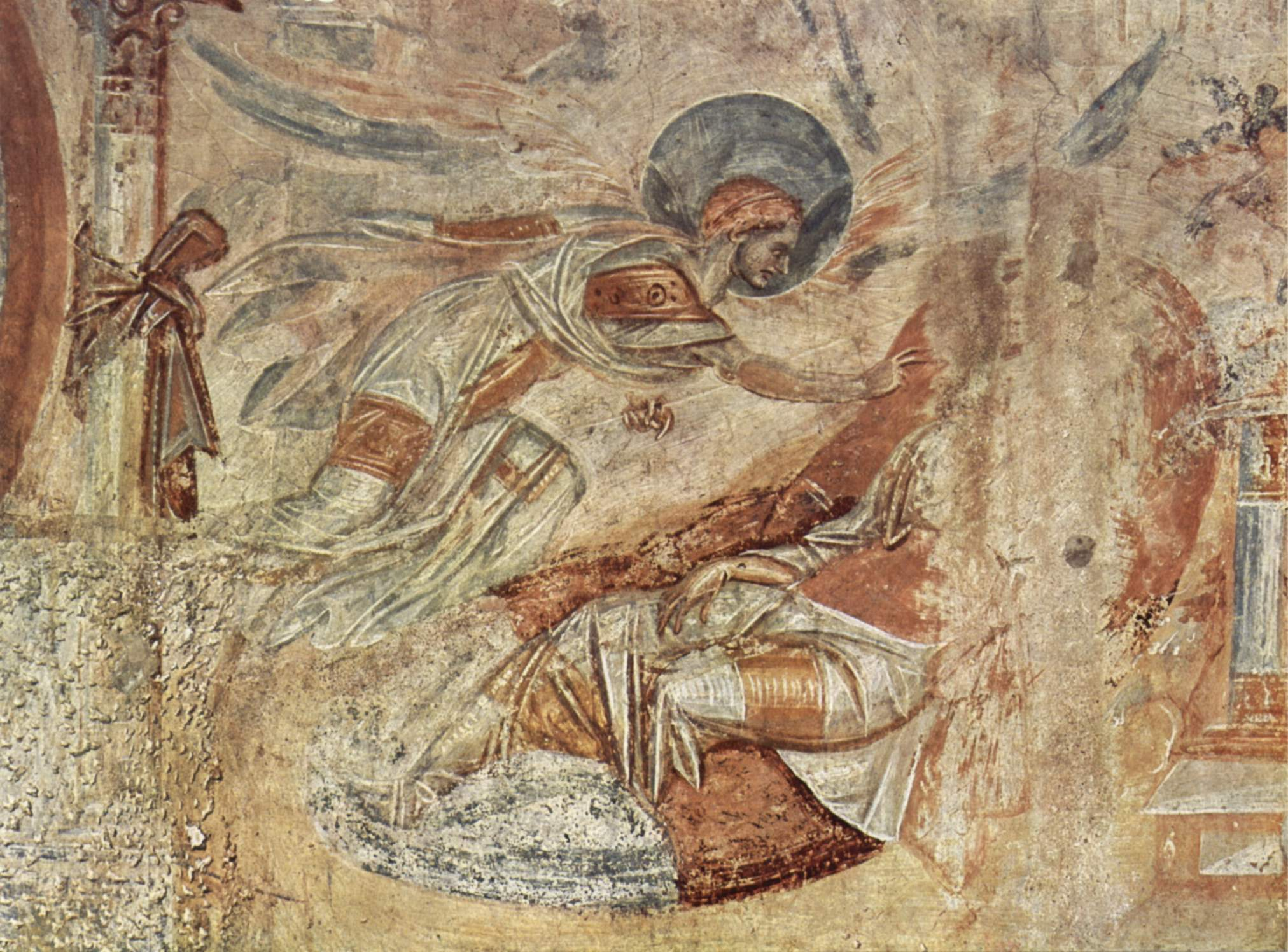
Sogno di San Giuseppe, uno degli affreschi di Castelseprio

Dato che la Valle Olona termina a Castellanza, la confinante Legnano, che si trova poco più a sud lungo l'Olona, fu scelta non casualmente dalla Lega Lombarda come luogo per collocare il Carroccio, simbolo delle autonomie comunali, durante la quinta e ultima discesa di Federico Barbarossa, che era in lotta con i comuni mediavali del Nord Italia: questo scontro culminò con la vittoria comunale nella battaglia di Legnano (29 maggio 1176) concludendosi poi con la pace di Costanza (25 giugno 1183), con la quale l'Imperatore riconobbe la Lega Lombarda dando concessioni amministrative, politiche e giudiziarie ai comuni e ponendo ufficialmente fine al suo tentativo di egemonizzare l'Italia Settentrionale.
All'epoca il borgo di Legnano rappresentava per chi proveniva da nord un facile accesso al contado milanese, dato che si trovava allo sbocco della Valle Olona; tale varco doveva essere quindi chiuso e strenuamente difeso in caso di attacchi militari destinati a Milano, che erano agevolati anche dalla presenza di un'importante strada che esisteva fin dall'epoca romana, la via Severiana Augusta, che congiungeva Mediolanum (la moderna Milano) con il Verbanus Lacus (il Lago Verbano, ovvero il Lago Maggiore), e da qui al passo del Sempione (lat. Summo Plano).

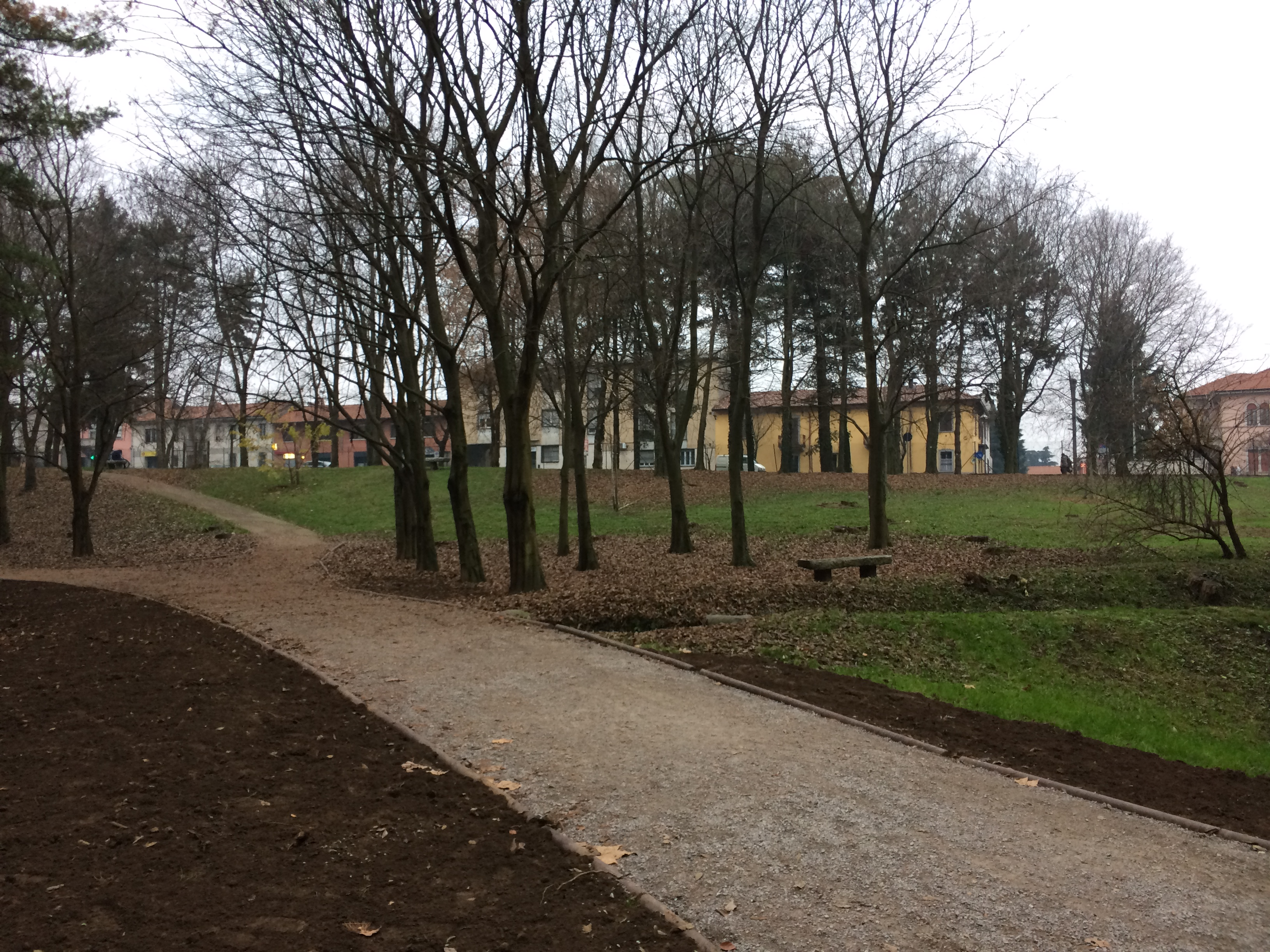
Scorcio del parco Castello a Legnano. Sullo sfondo si vede il quartiere legnanese di Costa San Giorgio, mentre in primo piano è visibile parte della scarpata che potrebbe essere stata teatro della battaglia di Legnano

La Valle Olona era anche il cuore del Contado del Seprio, della cui capitale si conserva le rovine nel comune di Castelseprio. Nel 1287 l'intero Seprio fu ufficialmente annesso alla Signoria di Milano, che nel 1395 si trasformò in "Ducato di Milano". La Valle Olona e il Seprio appartenne ai domini milanesi fino all'epoca napoleonica, quando furono creati, in sequenza, alcuni Stati fantoccio napoleonici il cui territorio andava oltre i confini della moderna Lombardia. Con la caduta di Napoleone, la Valle Olona e il Seprio entrarono poi a far parte del Regno Lombardo-Veneto, Stato direttamente dipendente dall'Impero austriaco.
Sin dal Medioevo questa parte del territorio lombardo fu tra i maggiormente sfruttati per la presenza dell'Olona e dei suoi affluenti: fu infatti possibile l'edificazione di numerosi mulini destinati a usare la forza motrice delle acque per azionare macine, magli, frantoi e le segherie necessarie alla lavorazione dei prodotti locali come il legno, il grano ed i semi oleosi del ravizzone e della colza. Nel 1610, quando venne creato il consorzio del fiume Olona con l'obiettivo di disciplinare l'uso di queste acque, i mulini sull'Olona (che erano distribuiti sull'intero corso del fiume fino a Rho) erano 116 ed erano forniti di 463 rodigini.

### L'Ottocento e l'industrializzazione

Il Cotonificio Cantoni di Legnano. Al centro si può vedere il fiume Olona canalizzato per poter meglio permettere l'uso delle sue acque

Tra il 1826 e il 1828, durante i lavori di rifacimento di Porta Comasina spagnola a Milano (dal 1860 chiamata "Porta Garibaldi") in stile neoclassico, furono aggiunte, sopra questa porta cittadina milanese, quattro statue colossali, opera di Giambattista Perabò, che simboleggiano allegoricamente i principali fiumi della Lombardia: Po, Adda, Ticino e Olona.
Verso la metà dell'Ottocento, e durante il primo sviluppo dell'industria, anche i sistemi di sfruttamento economico della Valle Olona subirono un cambiamento, ed i mulini vennero soppiantati (oppure affiancati) da complessi industriali moderni come i cotonifici (ad esempio il Cotonificio Cantoni di Legnano, il Cotonificio Ponti di Solbiate Olona ed il Cotonificio Candiani di Fagnano Olona), le concerie (Conceria Fraschini di Varese), le cartiere (Cartiera Vita-Mayer di Cairate e la Cartiere Molina di Varese e Malnate), le fornaci da laterizi o calce e gli impianti di filatura o tintoria, tutte aventi a servizio delle moderne ruote idrauliche, che sono ben più efficienti delle ruote dei mulini ad acqua.

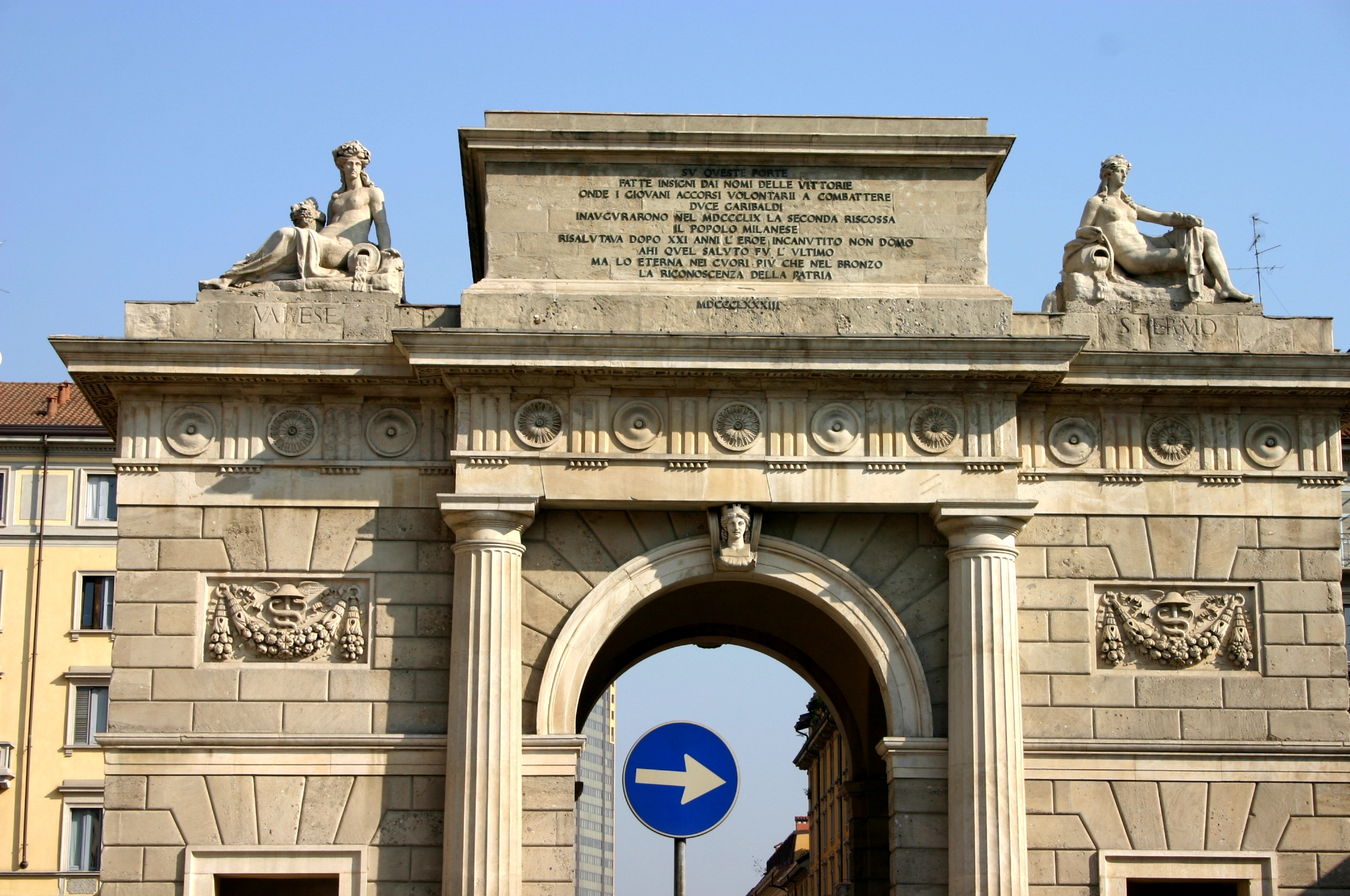
Due delle quattro statue che ornano Porta Garibaldi a Milano e che rappresentano allegoricamente i maggiori fiumi lombardi: sulla sinistra l'Olona, sulla destra invece l'Adda. Sull'altro lato della porta sono raffigurati il Po e il Ticino

La valle e la conurbazione dell'Olona divennero quindi una delle maggiori aree industriali italiane. L'utilizzo intensivo delle sue acque, sia come forza motrice che per le lavorazioni dirette, ebbe un tale risvolto inquinante sull'Olona che fece diventare questo fiume il corso d'acqua più inquinato d'Italia. Un triste primato avvicinato solo dal Lambro, il Seveso, la Lura, il Mella e l'Arno, altri fiumi della Lombardia che tuttora attraversano zone ad alta concentrazione industriale.
Dopo l'avvio della nuova era dell'economia industriale avvenuto negli anni settanta, ed al conseguente periodo di crisi e di fallimenti che afflisse l'economia delle industrie presenti nella valle (spesso messe in ginocchio anche dalle frequenti esondazioni), la qualità delle acque dell'Olona è costantemente migliorata fino a raggiungere e superare il grado sufficiente nel tratto tra Varese e Castellanza anche grazie alla realizzazione di depuratori.

## Aree protette

### Il Parco Valle del Lanza
Il Parco Valle del Lanza è un'area protetta di interesse sovracomunale situata a ridosso del confine con la Svizzera, nelle provincie di Varese e di Como. Il parco si sviluppa nella parte occidentale dell'arco collinare pedemontano lombardo, compreso tra i fiumi Adda e Ticino, attorno alla valle del fiume Lanza (conosciuto anche come Gaggiolo o Ranza), che nasce sulle pendici meridionali del Monte San Giorgio (che si trova nel Canton Ticino) confluendo poi nell'Olona nel comune di Malnate.

### Il Parco Rile Tenore Olona

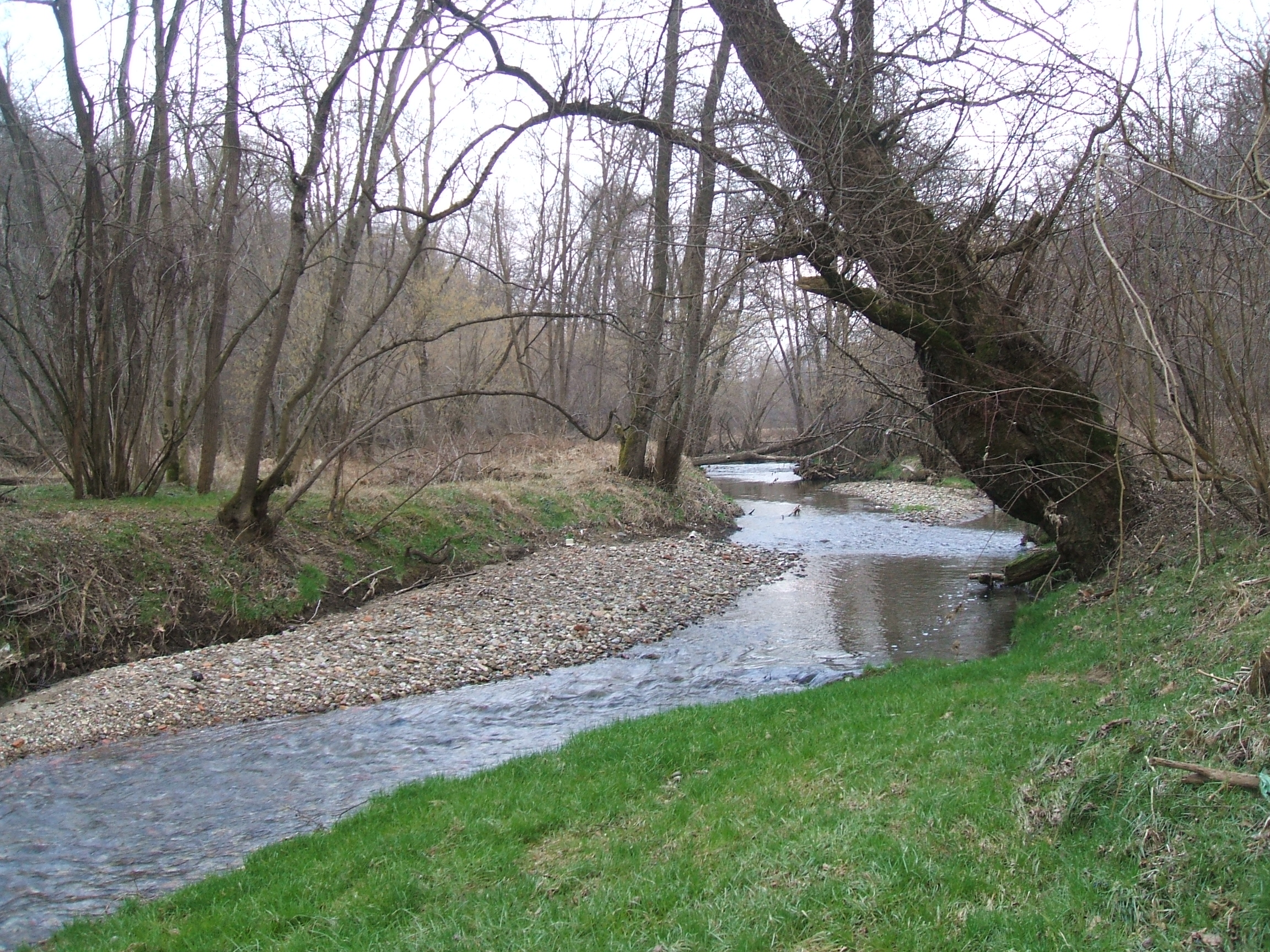
Il torrente Lanza, che confluisce nell'Olona a Malnate

Il Parco Rile Tenore Olona (comunemente detto "RTO") tutela la valle nei territori comunali di Lozza, Castiglione Olona, Gornate Olona, Castelseprio e Lonate Ceppino; il parco interessa anche il pianalto morenico ad ovest dell'Olona (comuni di Gazzada Schianno, Morazzone, Caronno Varesino e Carnago), dove scorrono il Rile ed il Tenore. Il Parco Rile Tenore Olona ha sede a Castiglione Olona, ovvero nel comune che ha maggiormente voluto l'istituzione di questo ente, che è avvenuta nel 2006.

### Il Parco del Medio Olona
Il Parco del Medio Olona tutela invece la Valle Olona nei territori di Fagnano Olona, Gorla Maggiore, Solbiate Olona, Gorla Minore, Olgiate Olona e Marnate; di sua competenza è anche l'area solcata dal torrente Tenore a Fagnano Olona, ed alcuni boschi ad est di Gorla Maggiore, nei quali scorre il Fontanile di Tradate. Il Parco del Medio Olona, istituito nel 2006, ha sede a Fagnano Olona.

### Il Parco del bosco del Rugareto

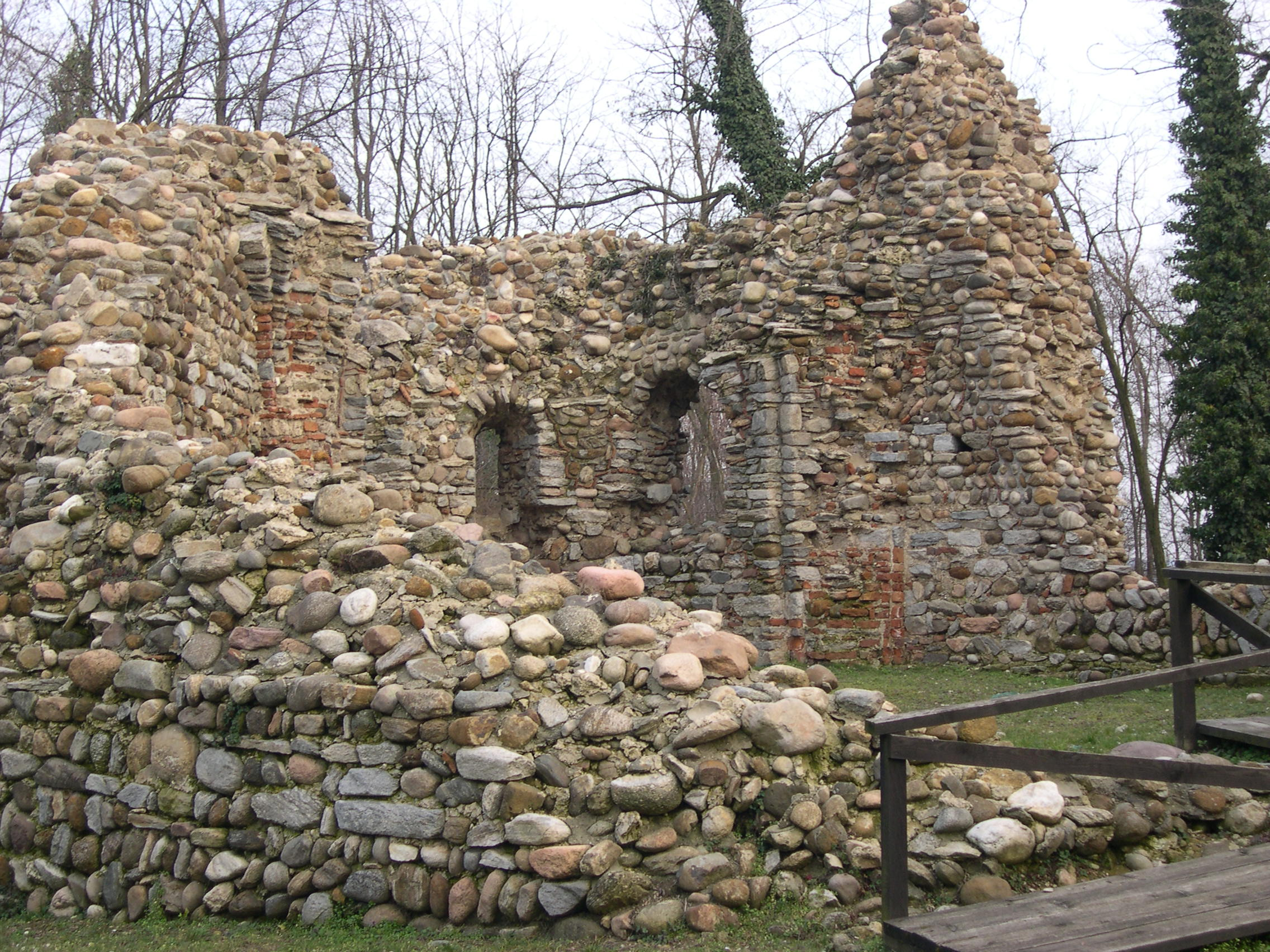
I resti della chiesa di San Paolo, nel Parco archeologico di Castelseprio

Il Parco del bosco del Rugareto è un'area protetta di interesse sovracomunale che si sviluppa ad est della Valle Olona e che arriva fino alla pineta di Tradate. Ha una superficie di circa 1400 ettari e si estende sul territorio dei comuni di Cislago, Marnate, Gorla Minore in provincia di Varese e Rescaldina in provincia di Milano. Tra i boschi del parco scorrono tre torrenti: il Fontanile di Tradate, il Gradeluso (o Bozzentino) ed il Bozzente. Quest'ultimo è l'unico ad avere una portata costante anche in periodi di scarse precipitazioni.

### Il Parco archeologico di Castelseprio
Un altro importante parco presente nella Valle Olona è il Parco archeologico di Castelseprio, ricco di ritrovamenti archeologici dell'età preistorica e della storia dell'intera zona dal Medioevo fino all'età moderna. È costituito dai ruderi dell'omonimo insediamento fortificato e del suo borgo, nonché dalla poco distante chiesa di Santa Maria foris portas. Dello stesso unicum archeologico è il Monastero di Torba, che è però gestito dal FAI.
Dichiarato il 26 giugno 2011 Patrimonio dell'Umanità dall'UNESCO, il parco è stato istituito successivamente alla riscoperta del sito da parte di Gian Piero Bognetti negli anni cinquanta.

## Natura

### Flora

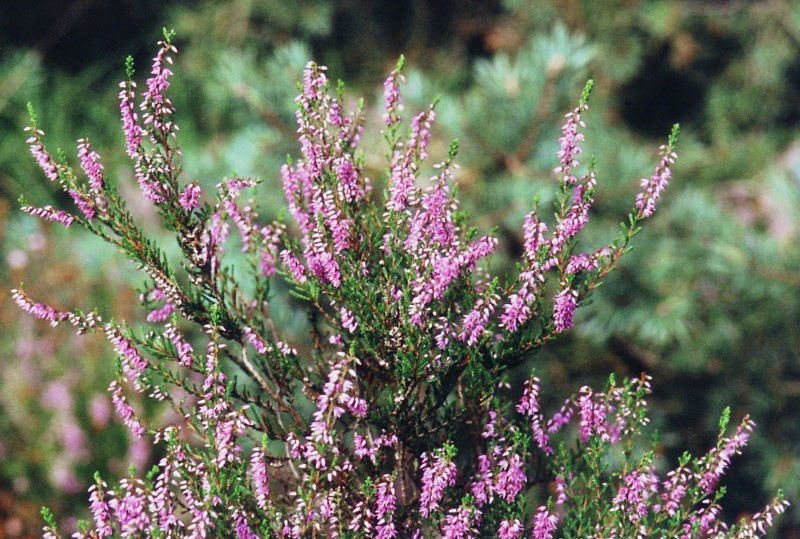
Brugo fiorito

I versanti della Valle Olona sono in gran parte ricoperti da boschi. Nel fondovalle, invece, ai boschetti si alternano terreni coltivati, brughiere e prati, oltre ad aree industriali dismesse dove abbondano piante rampicanti e arbusti che man mano sono cresciuti dopo la cessazione delle attività degli stabilimenti.
Nella Valle Olona, tra le latifoglie, si trovano diffusamente pioppi, querce farnie, carpini bianchi, castagni, robinie, querce rosse, ontani neri, salici, frassini, ciliegi ed olmi campestri.
Gli arbusti sono rappresentati da rovi, noccioli, biancospini, cornioli, luppolo e sambuchi. Tra i fiori spontanei si annoverano il bucaneve, la campanella, il dente di cane, il mughetto, la primula, il ciclamino, l'ortica e il ranuncolo. Le conifere, poco diffuse, annoverano l'autoctono pino silvestre e l'abete rosso, quest'ultimo importato dall'uomo da latitudini più settentrionali. Nella parte nord della valle esistono anche alcuni canneti mentre, lungo tutte le zone umide, sono diffusissime molte specie di felci.
Nella Valle Olona è anche presente il fenomeno della graduale estensione delle zone boschive sui terreni originariamente occupati dalla brughiera. Questa è costituita da distese di brugo, un piccolo arbusto dalla caratteristica fioritura autunnale che nel passato era oggetto di sfalcio per essere utilizzato come lettiera per gli animali. Spesso queste distese erano preda di incendi, dato che hanno un alto grado di secchezza. La cessazione della prima pratica e la sensibile diminuzione dei secondi, consentono anche la crescita spontanea, come già accennato, di essenze d'alto fusto e di radi boschi.

### Fauna

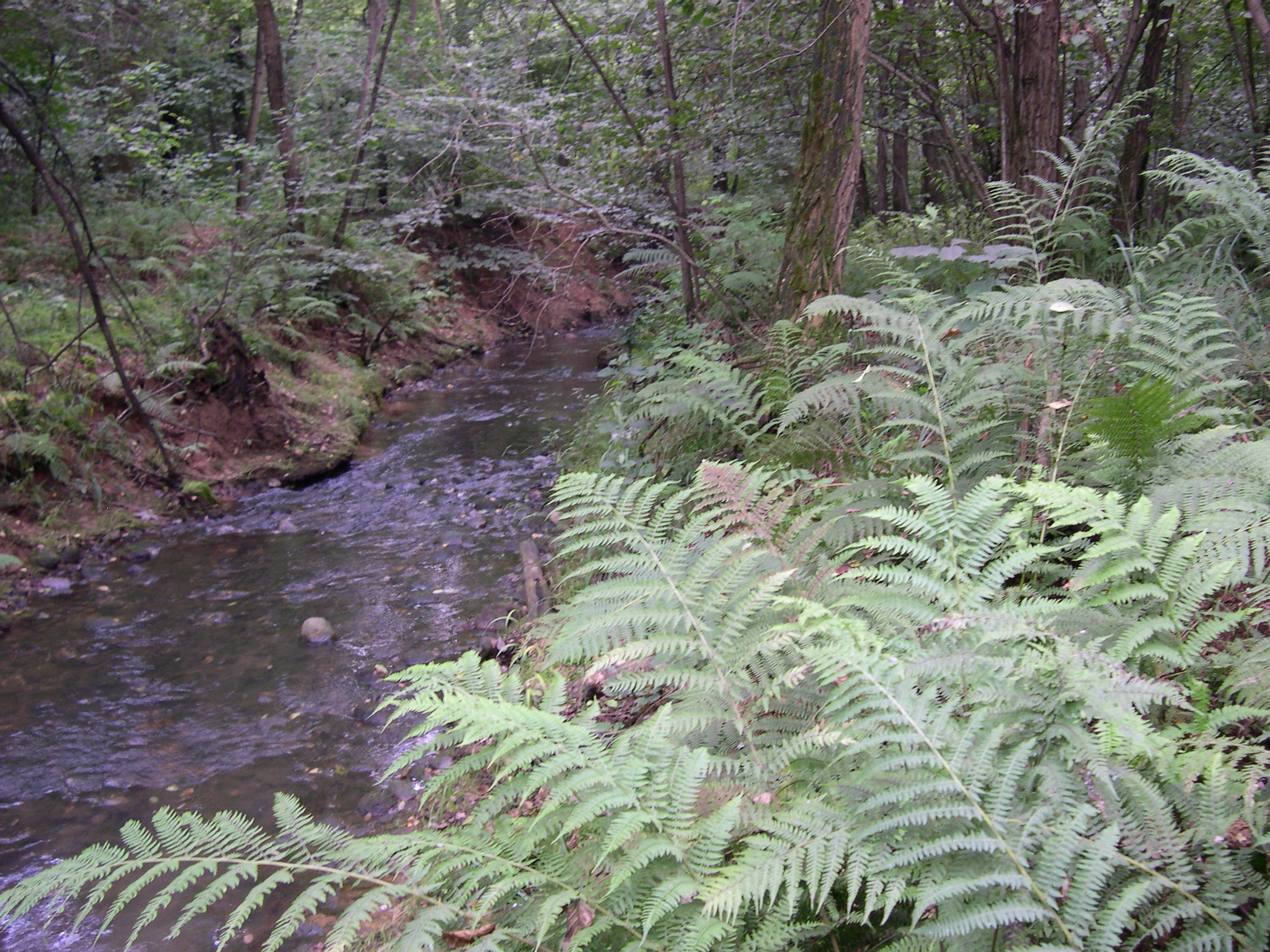
Il torrente Rile tra Cassano Magnago, Bolladello e Santo Stefano

In un ambiente fluviale, la tipologia animale più rilevante è quella ittica. Due secoli fa l'Olona abbondava di pesci, ma la comparsa dell'inquinamento li fece drasticamente diminuire e, in alcuni tratti, scomparire completamente. Dopo l'anno 2000, a causa della chiusura di molte fabbriche e della costruzione di numerosi impianti di depurazione, l'acqua è lentamente tornata pulita ed i pesci sono gradualmente tornati a vivere nel fiume. Abbastanza comuni sono quelli di piccola taglia come i vaironi, le scardole, i carassi. Sono presenti anche i cavedani di media taglia. Più rari invece, ma comunque presenti, sono i barbi e le trote iridee mentre in alcune pozze presso Castiglione Olona vivono esemplari di pesce persico.
Tra gli uccelli acquatici, diffusissimi sono i germani reali e sono comuni, ma più difficili da vedere perché piuttosto schive, le gallinelle d'acqua e le folaghe mentre, seppur rari, sono presenti l'airone cenerino, la garzetta e la nitticora. Per quanto riguarda gli uccelli di bosco, sono numerose le specie passeriformi, tra cui gli stessi passeri, i merli, i tordi, le rondini, i pettirossi ed i fringuelli, così come i verdoni, i verzellini, le cornacchie, le gazze, i codirosso, gli usignoli, i corvi ed i cardellini. Tra i columbiformi vi sono le tortore ed i colombi mentre tra gli upupidi esistono gli esemplari di upupa epops. Più rari sono i picidi come il picchio rosso maggiore ed il picchio verde, o i rapaci come l'allocco, il gufo, la civetta, il gheppio e la poiana.
Altra importante componente di questo ecosistema fluviale sono gli anfibi come il rospo smeraldino, il rospo comune, la rana dalmatina la rana verde, la raganella e la più rara rana di Lataste. Tra gli anfibi muniti di coda sono presenti i tritoni crestati ed i tritoni punteggiati. Tra i mammiferi vi sono i più tipici dei boschi di latifoglie, come la volpe rossa, lo scoiattolo, il ghiro, il tasso, le donnole e le faine più il riccio ed alcuni tipi di topo selvatico. I serpenti sono perlopiù innocui: la biscia d'acqua, il biacco ed il saettone ma non manca la vipera, l'unico serpente velenoso presente nella Valle Olona, mentre tra i sauri si annoverano le comunissime lucertole, il ramarro e l'orbettino.

## Geografia antropica

### Comuni facenti parte della Valle Olona

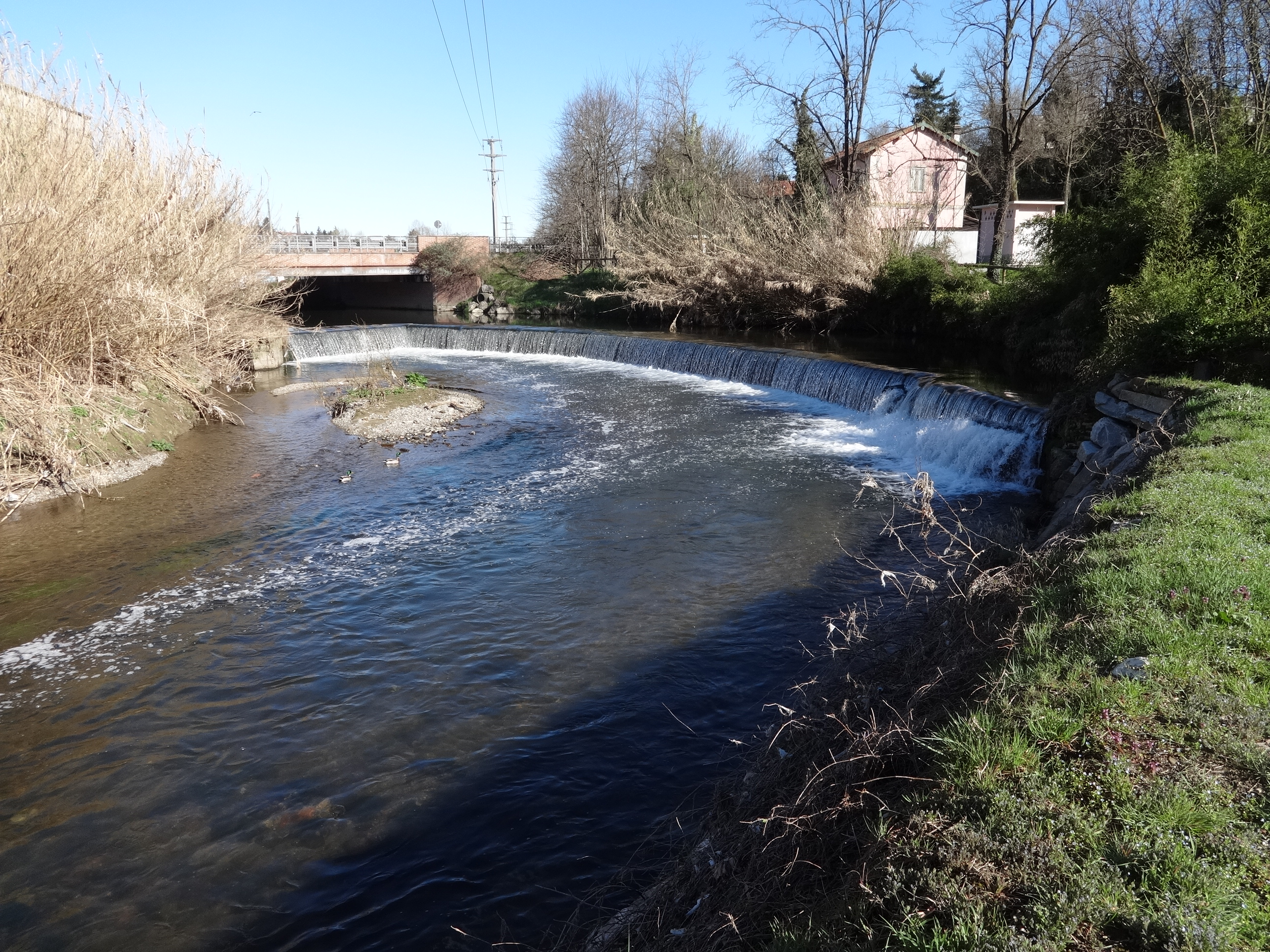
L'Olona a Marnate

- Varese
- Induno Olona
- Malnate
- Vedano Olona
- Lozza
- Castiglione Olona
- Lonate Ceppino
- Gornate Olona
- Castelseprio
- Cairate
- Solbiate Olona
- Fagnano Olona
- Gorla Maggiore
- Gorla Minore
- Olgiate Olona
- Marnate
- Castellanza

### Archeologia industriale

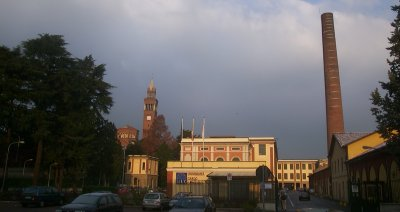
L'università Carlo Cattaneo, che è ospitata negli ex-stabilimenti del Cotonificio Cantoni di Castellanza

Buona parte dei numerosi mulini ed industrie sorte lungo il corso del fiume, e chiuse progressivamente a partire dalla seconda metà del Novecento, giace oggi in condizioni di abbandono e degrado. Non mancano però alcuni esempi di recupero, come quello avvenuto per il Cotonificio Cantoni di Castellanza, che nel 1991 è stato adibito a sede dell'università Carlo Cattaneo.

### La Ferrovia di Valmorea

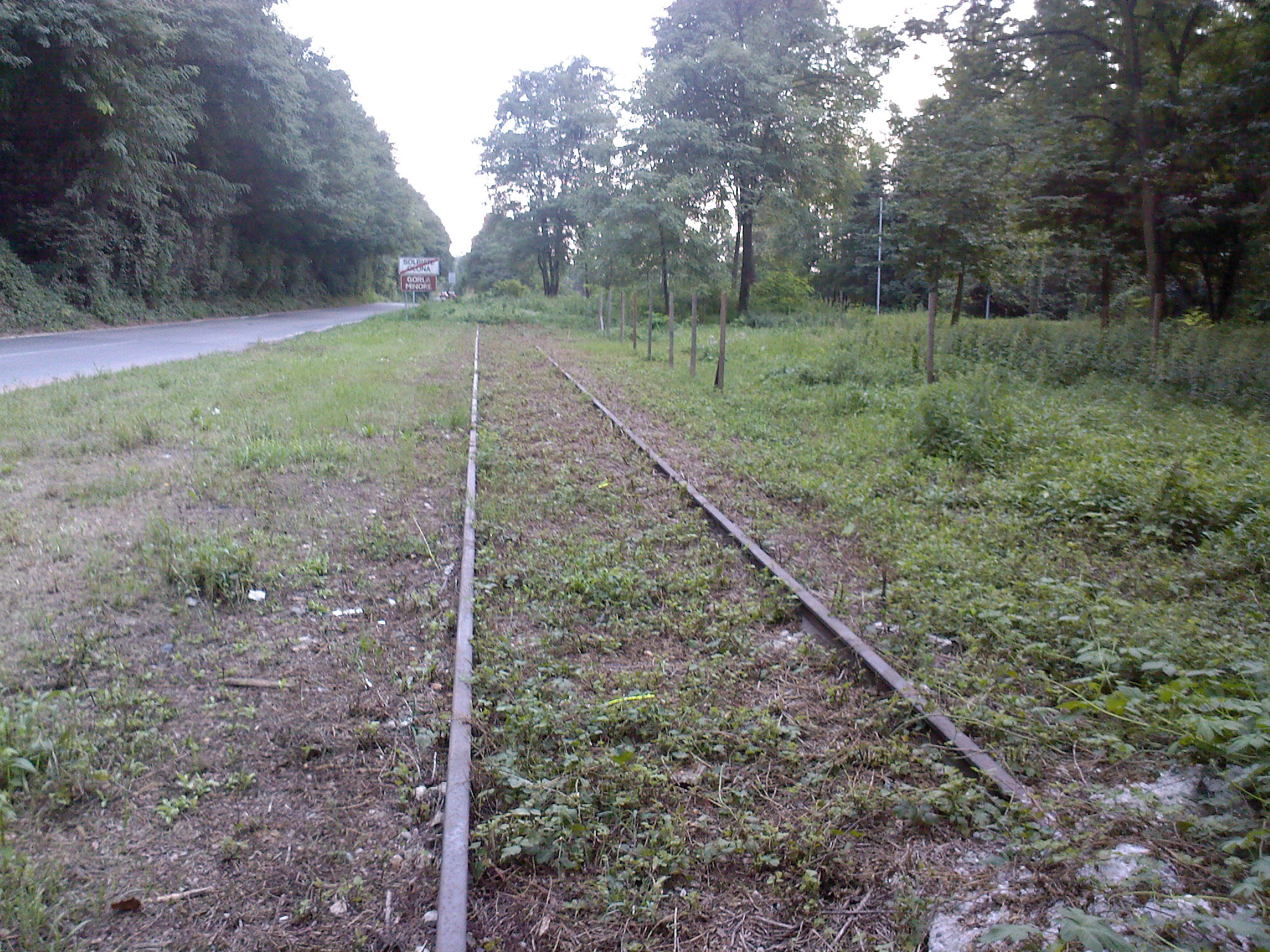
Il tracciato della ferrovia di Valmorea nei pressi di Solbiate Olona

In seguito alla forte industrializzazione della Valle Olona, agli inizi del XX secolo, venne costruita la ferrovia di Valmorea, che consentiva di trasportare su rotaia materie prime e prodotti finiti da e verso le industrie presenti nella valle, nonché dare modo ai lavoratori delle stesse di raggiungere più agevolmente il proprio posto di lavoro. La linea, inaugurata nel 1904, in principio collegava Castellanza a Cairate. Nel 1916 ne fu realizzato un secondo tratto per collegare Cairate a Valmorea, mentre nel 1926 la ferrovia fu prolungata fino a Mendrisio: diventò così una delle vie di comunicazione tra l'Alto Milanese e la Svizzera.
Nel 1928, a causa di una disposizione del governo fascista che ordinò la chiusura della frontiera italo-svizzera di Stabio, il servizio ferroviario venne fatto terminare a Valmorea: questo fu l'inizio della progressiva chiusura dell'intera linea di collegamento. In territorio svizzero la ferrovia rimase infatti in uso come raccordo industriale per soli servizi merci. Privata ormai la linea della sua funzione di collegamento internazionale, nel 1938, il capolinea dei treni passeggeri fu arretrato a Cairate, mentre le merci proseguivano fino a Malnate. L'anno successivo il capolinea della ferrovia fu arretrato a Castiglione Olona. Il servizio passeggeri fu chiuso definitivamente nel 1952.
Il 16 luglio 1977 anche il traffico merci fu soppresso in conseguenza della chiusura della Cartiera Vita Mayer di Cairate, principale cliente del servizio, e dello scarso interesse delle altre aziende della valle a mantenere in esercizio la linea ferroviaria. Dal 1995 è iniziato un progetto di recupero storico-turistico della parte più settentrionale della linea ferroviaria, e dal 2007 è possibile percorrere quel tratto dalla stazione di Mendrisio fino a quella di Malnate Olona. È in progetto il recupero della ferrovia fino a Castiglione Olona, mentre il percorso Castiglione-Castellanza è stato convertito in pista ciclabile, inaugurata nel 2010.